# Encyclopedist

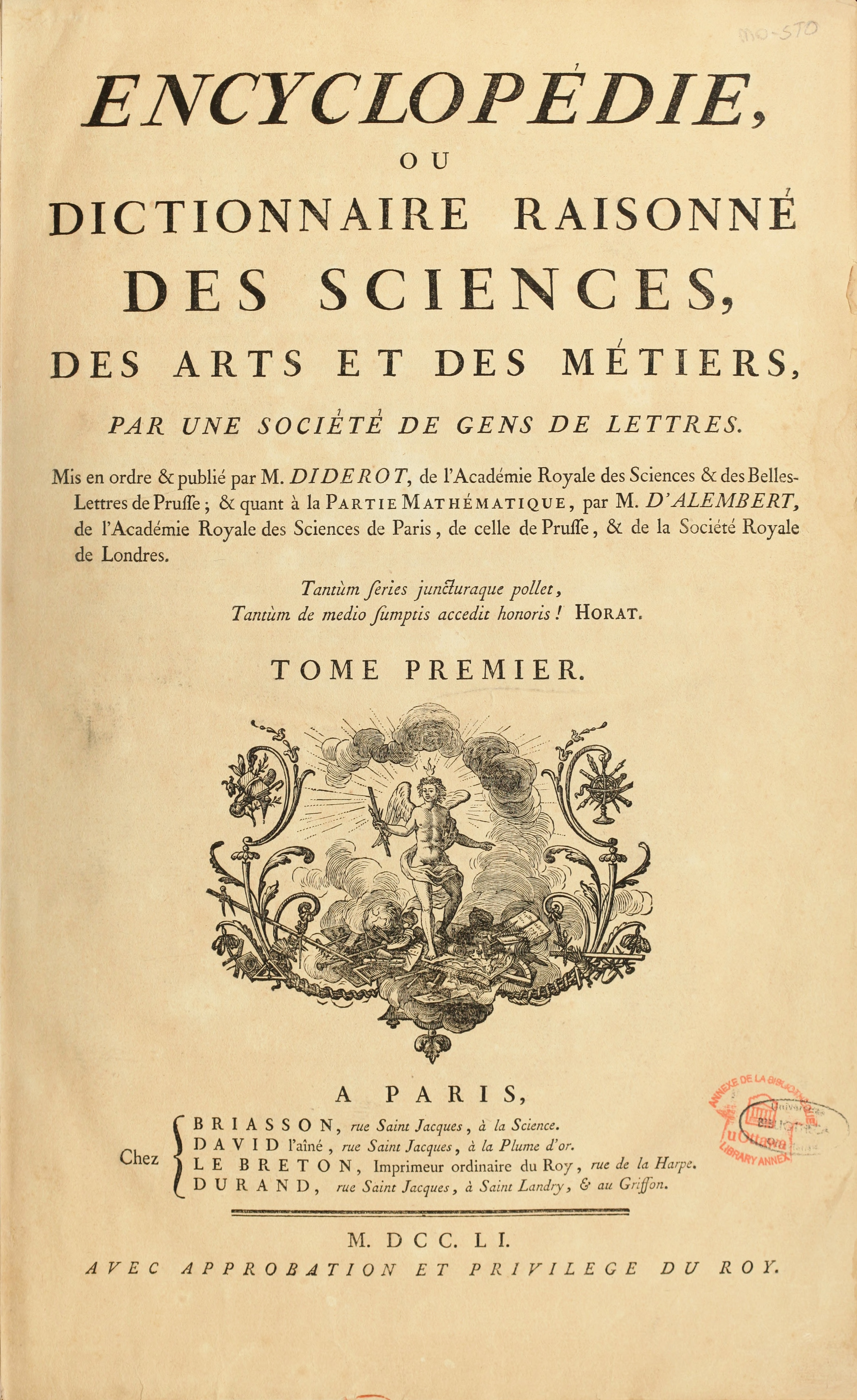
De grote encyclopedie

De term encyclopedisten (Frans: encyclopédistes) wordt over het algemeen gebruikt als benaming voor een groep Franse 18e-eeuwse wetenschappers en filosofen die samenwerkten aan de productie van de Encyclopédie, onder de regie van Denis Diderot en Jean Le Rond d'Alembert. Zij schreven de Franstalige Encyclopédie, de eerste moderne encyclopedie, en brachten, met soms zeer kritische noten, structuur aan in de kennis.
De encyclopedisten worden als een filosofische stroming beschouwd omdat zij, los van de universiteiten die onder controle stonden van theologen, kennis verzamelden, zin en onzin scheidden, en zeer kritisch stonden ten opzichte van de
kerken en hun machtsuitoefening, de absolute vorsten en het alom heersende bijgeloof.
Het was een wens van de redacteuren dat als de beschaving volledig vernietigd zou worden, de mensheid haar aan de hand van de Encyclopédie weer kon herstellen. De Encyclopédie werd gezien als een verzamelpunt voor informatie en een polemisch arsenaal.
De encyclopedisten hebben veel bijgedragen aan de Europese verlichting. De encyclopedie toonde hoe de wereld door mechanische wetmatigheden werd bepaald en dat natuurwetten onveranderlijk zijn. Dat stond haaks op het magische denken van de kerken en de middeleeuwen.

## Andere encyclopedieschrijvers
Het enkelvoud "encyclopedist" wordt nu gebruikt als een algemene term voor een persoon die meehelpt een encyclopedie te schrijven, doorgaans als "encyclopedisten" of "Encyclopædisten" geschreven.